# Xylotrechus rusticus
Xylotrechus rusticus is een keversoort uit de familie van de boktorren (Cerambycidae).

## Uiterlijke kenmerken
De volwassen kever is 9 tot 20 millimeter lang. Hij heeft een cilindrisch, donkerbruin tot zwart lichaam, een bolvormig halsschild (pronotum) en relatief korte antennes. De dekschilden (elytra) hebben een onduidelijk, lichtgekleurd patroon, dit in tegenstelling tot de duidelijk afstekende patronen bij de meeste andere soorten in het geslacht Xylotrechus.

## Verspreiding
Het verspreidingsgebied beslaat het noordelijke Palearctisch gebied. Het loopt van Europa in het westen via de Kaukasus, Armenië, Turkije, Noord-Iran en Siberië tot Korea en Japan. In Centraal-Europa is de kever zeldzaam tot zeer zeldzaam.

## Leefwijze
De larve ontwikkelt zich in twee jaar in stervende, gevallen of gekapte bomen, bij voorkeur in zonbeschenen stammen. Hij komt voornamelijk in ratelpopulieren voor, maar ook in wilgen, Fagus en berken. In mei verpopt de larve diep in het hout. De volwassen kevers verschijnen soms in mei, maar voornamelijk in juni en juli. Het zijn dagactieve kevers en leven op of in de directe omgeving van de gastheerboom. Ze bezoeken geen bloemen.